# Juli 2004
| Juli 2004 |
| Månader under 2004: Januari · Februari · Mars · April · Maj · Juni · Juli · Augusti · September · Oktober · November · December ← December 2003 · Januari 2005 → |

## Torsdagenden1 juli2004
- Saddam Hussein och hans elva närmaste män ställdes inför en irakisk domstol.[1]

## Söndagenden4 juli2004
- Bygget av Freedom Tower påbörjas i New York.[2]

## Fredagenden16 juli2004
- Tim Berners-Lee, mannen bakom WWW, blir dubbad till riddare av drottning Elizabeth II i London. [3]

## Tisdagenden27 juli2004
- Den för bland annat Malexandermorden livstidsdömde Tony Olsson och tre andra fångar, Alfred Sansiviero, Mahmoud Amaya och Daniel Maiorana, rymmer under dramatiska former från Hallanstalten. [4]

### Fotnoter
1. ↑  Yahoo Sverige 4 juli 2004 - Ny skyskrapa på Ground Zero
2. ↑  Aftonbladet 16 juli 2004 - Webbens "fader" adlad av drottningen Arkiverad 17 juli 2004 hämtat från the Wayback Machine.
3. ↑  Aftonbladet 28 juli 2004 - Väntade på vakterna - utanför cellen Arkiverad 15 augusti 2004 hämtat från the Wayback Machine.